# Takahiro Sekine
Takahiro Sekine (関根 貴大 Sekine Takahiro?), född 19 april 1995 i Saitama prefektur, är en japansk fotbollsspelare.
Sekine började sin karriär 2013 i Urawa Reds. 2017 flyttade han till FC Ingolstadt 04. Efter FC Ingolstadt 04 spelade han för Sint-Truidense VV. Han gick tillbaka till Urawa Reds 2019.